# 張韜
張 韜（ちょう とう、1887年〈光緒13年〉 – 没年不明）は、中華民国の官僚・司法官・実業家。別号は孔修。中華民国維新政府を経て、南京国民政府（汪兆銘政権）において最高法院院長をつとめた。司法官としては法曹一辺倒ではなく、経済官僚や実業家としての経歴も持っていた。

## 事績
浙江省官立法政学堂を卒業。1916年（民国5年）2月28日、江蘇上海地方審判庁推事署理に就任し、翌1917年（民国6年）10月31日までつとめた。次いで浙江大学・共和法政大学・浙江法政専門学校・浙江財務養成所で教授となる。その後、浙江省議会議員（議長）、国務院諮議、全国律師（弁護士）協会常務委員、杭州律師公会会長、浙江建業銀行常務董事（董事長）、杭徽公路長途汽車公司董事長などを歴任した。蔣介石国民政府では立法院委員兼経済委員会委員長をつとめた。
梁鴻志による華中での親日政権樹立活動に、張韜も参加している。中華民国維新政府では1938年（民国27年）6月7日に立法院立法委員に選出され、更に立法院財政委員会会長を兼ねた。1940年（民国29年）3月30日、維新政府が南京国民政府（汪兆銘政権）に合流すると、張は最高法院院長（特任官）に抜擢された。以後、汪兆銘政権崩壊まで在任していたとみられる。
1945年（民国34年）9月27日、張韜は上海で漢奸として逮捕・収監された。翌1946年（民国35年）11月23日、張は首都高等法院で無期懲役・公民権終身剥奪・生活費以外の全財産没収の判決を受けた。その後の状況は不明である。